# Celonites montanus
Celonites montanus är en stekelart som beskrevs av Alexander Mocsáry 1906.
Celonites montanus ingår i släktet Celonites och familjen Masaridae. Inga underarter finns listade.